# Canton de Longueville-sur-Scie
Le canton de Longueville-sur-Scie est une ancienne division administrative française située dans le département de la Seine-Maritime et la région Haute-Normandie.

## Géographie
Ce canton était organisé autour de Longueville-sur-Scie dans l'arrondissement de Dieppe. Son altitude variait de 14 m (Saint-Germain-d'Étables) à 176 m (Muchedent) pour une altitude moyenne de 87 m.

## Représentation

### Conseillers généraux de 1833 à 2015
- De 1833 à 1848, les cantons de Bacqueville et de Longueville avaient le même conseiller général. Le nombre de conseillers généraux était limité à 30 par département.

| Période | Période          | Identité                                      | Étiquette           | Qualité |
| ------- | ---------------- | --------------------------------------------- | ------------------- | --- |
| 1833    | 1848             | Stanislas Lédier                              | Majorité dynastique | Propriétaire, maire de Bacqueville-en-Caux député (1852-1869) |
| 1848    | 1878 (démission) | Jules Reiset                                  | Majorité dynastique | Chimiste agronome - Membre de l'Institut de France Propriétaire et maire d'Anneville-sur-Scie Député (1859-1863)                                                  |
| 1878    | 1881             | Edouard Amédée d'Imbleval                     | Droite              | Cultivateur Maire de Longueville-sur-Scie (1861-1870), conseiller d'arrondissement                                                                                |
| 1881    | 1885 (démission) | Auguste Lainé                                 | Républicain         | Manufacturier (filateur) à Longueville-sur-Scie |
| 1885    | 1896 (décès)     | Louis Legras                                  | Républicain         | Propriétaire - Maire de Longueville-sur-Scie, conseiller d'arrondissement Député (1889-1896)                                                                      |
| 1896    | 1904             | Auguste Cauchois                              | Républicain         | Propriétaire à Longueville-sur-Scie, conseiller d'arrondissement                                                                                                  |
| 1904    | 1934             | Pierre Gabriel Leverdier                      | URD                 | Avocat, maire de Belmesnil, conseiller d'arrondissement |
| 1934    | 1940             | Comte Olivier Costa de Beauregard (1872-1958) | URD                 | Ingénieur agronome Propriétaire du domaine de Sainte-Foy Maire de Longueville-sur-Scie, conseiller d'arrondissement Nommé membre du Conseil départemental en 1943 |
|         |                  |                                               |                     | |
| 1945    | 1949             | André Lebaudy                                 | RI                  | Maire de Longueville-sur-Scie (1942-1977) |
| 1949    | 1972 (démission) | Claude Guerrant                               | CNIP                | Médecin |
| 1972    | 1973             | André Lebaudy                                 | RI                  | Maire de Longueville-sur-Scie (1942-1977) |
| 1973    | 2004             | René Delcourt                                 | DVD puis UDF-PR     | Médecin, maire de Longueville-sur-Scie (1983-2001) |
| 2004    | 2015             | Serge Boulanger                               | PS                  | Retraité de chez Renault Maire de Longueville-sur-Scie depuis 2001                                                                                                |

### Conseillers d'arrondissement (de 1833 à 1940)
| Période                                  | Période          | Identité                                                       | Étiquette   | Qualité |
| ---------------------------------------- | ---------------- | -------------------------------------------------------------- | ----------- | --- |
| 1833                                     | 1836             | Jean Suzanne de Beauté fils                                    |             | Chef de bataillon de la Garde nationale, propriétaire à La Chapelle-du-Bourgay                              |
| 1836                                     | 1848             | Jean-Baptiste Louis Amédée d'Imbleval (1783-1855)              |             | Vérificateur des douanes au Havre, propriétaire, maire de Longueville-sur-Scie                              |
| 1848                                     | 1864 (décès)     | Robert Georges Jacques Tranchard (1798-1864)                   |             | Juge de paix à Longueville-sur-Scie, propriétaire aux Grandes-Ventes                                        |
| 1864                                     | 1878             | Édouard Amédée d'Imbleval (1826-1903, fils de J.B. d'Imbleval) | Monarchiste | Filateur de coton, maire de Longueville-sur-Scie                                                            |
|                                          |                  | de Valanglart                                                  | Monarchiste | |
| 1880                                     | 1885 (démission) | Louis Legras                                                   | Républicain | Propriétaire à Longueville-sur-Scie                                                                         |
| 1885                                     | 1896 (démission) | Auguste Cauchois                                               | Républicain | Propriétaire à Longueville-sur-Scie, suppléant du juge de paix                                              |
| 1896                                     | 1904             | Pierre Leverdier                                               | Libéral     | Maire de Belmesnil                                                                                          |
| 1904                                     | 1913             | Albert Leclerc                                                 | Républicain | Conseiller municipal de Longueville-sur-Scie                                                                |
| 1913                                     | 1925             | Georges Danet                                                  | Républicain | Propriétaire au Bosc-Fauvel, Longueville-sur-Scie                                                           |
| 1925                                     | 1934             | Comte Olivier Costa de Beauregard (1872-1958)                  | URD         | Ingénieur agronome, propriétaire du domaine de Sainte-Foy, maire de Longueville-sur-Scie                    |
| 1934                                     | 1940             | Henri Meslin                                                   | Républicain | Maire de Torcy-le-Grand                                                                                     |
| 1940                                     |                  |                                                                |             | Les conseils d'arrondissement ont été suspendus par la loi du 12 octobre 1940 et n'ont jamais été réactivés |
| Les données manquantes sont à compléter. |                  |                                                                |             | |

## Composition
Le canton de Longueville-sur-Scie regroupait 23 communes et comptait 7 091 habitants (recensement de 1999 sans doubles comptes).
| Communes                  | Population (2012) | Code postal | Code Insee |
| ------------------------- | ----------------- | ----------- | ---------- |
| Anneville-sur-Scie        | 408               | 76590       | 76019      |
| Belmesnil                 | 432               | 76590       | 76075      |
| Bertreville-Saint-Ouen    | 285               | 76590       | 76085      |
| Le Bois-Robert            | 280               | 76590       | 76112      |
| Le Catelier               | 223               | 76590       | 76162      |
| Les Cent-Acres            | 39                | 76590       | 76168      |
| La Chapelle-du-Bourgay    | 95                | 76590       | 76170      |
| La Chaussée               | 288               | 76590       | 76173      |
| Criquetot-sur-Longueville | 159               | 76590       | 76197      |
| Crosville-sur-Scie        | 236               | 76590       | 76205      |
| Dénestanville             | 237               | 76590       | 76214      |
| Heugleville-sur-Scie      | 544               | 76720       | 76360      |
| Lintot-les-Bois           | 151               | 76590       | 76389      |
| Longueville-sur-Scie      | 936               | 76590       | 76397      |
| Manéhouville              | 183               | 76590       | 76405      |
| Muchedent                 | 129               | 76590       | 76458      |
| Notre-Dame-du-Parc        | 128               | 76590       | 76478      |
| Saint-Crespin             | 284               | 76590       | 76570      |
| Saint-Germain-d'Étables   | 298               | 76590       | 76582      |
| Saint-Honoré              | 172               | 76590       | 76589      |
| Sainte-Foy                | 550               | 76590       | 76577      |
| Torcy-le-Grand            | 720               | 76590       | 76697      |
| Torcy-le-Petit            | 474               | 76590       | 76698      |

## Démographie
| 1962  | 1968  | 1975  | 1982  | 1990  | 1999  | 2006  |
| ----- | ----- | ----- | ----- | ----- | ----- | ----- |
| 5 682 | 6 149 | 6 046 | 6 684 | 7 080 | 7 091 | 7 436 |

| 2008  | 2009  | 2011  | 2012  | 2013  | 2014  | - |
| ----- | ----- | ----- | ----- | ----- | ----- | - |
| 7 726 | 7 814 | 7 974 | 8 022 | 8 091 | 8 154 | - |